# Challain Ferret
René „Challain“ Ferret (auch „Challun“ Ferret, * 1914; † 1996) war ein französischer Gypsy-Jazz- und Musette-Gitarrist. Er wird auch als der „vierte Bruder ehrenhalber“ der drei Ferret-Brüder bezeichnet.

## Leben und Wirken
René „Challain“ Ferret, ein Cousin der Jazzgitarristen Pierre Joseph „Baro“, Etienne „Sarane“ und Jean Pierre „Matelo“ Ferret, spielte als Rhythmusgitarrist ab Ende der 1930er-Jahre bei Gus Viseur („Swing Valse“, „It Had to Be You“) und mit dem Quintette du Hot Club de France. Mit Matelo und Baro Ferret sowie dem Bassisten Maurice Speilleux bildete er Le Trio Ferret, das in Paris 1938/39 mehrere Plattenseiten einspielte (u. a. „Ma Théo“, „Gin Gin“ und „La Valse des Niglos“). Dabei entstanden auch 1938 Aufnahmen mit dem Saxophonisten Albert Ferreri (u. a. „Andalousi“ und „Exactly Like You“).
Im Februar 1948 trat er auf dem Festival de Jazz in Nizza mit Stéphane Grappelli und Django Reinhardt auf und wirkte bei den folgenden Studioaufnahmen für das Label Swing in Paris mit („Oh, Lady Be Good“). Im Bereich des Jazz war er zwischen 1938 und 1948 an elf Aufnahmesessions beteiligt. In den 1950er-Jahren begleitete er den Akkordeonisten André Verchuren und den Geiger Yoska Nemeth. Nach seiner Heirat zog er ins Midi, wo er weiter auf lokaler Ebene auftrat, in den 1980er-Jahren mit einer Jazzband namens Django Jazz. Sein Sohn Paul „Challain“ Ferret ist ebenfalls Gitarrist und arbeitete u. a. mit Christian Escoudé.

## Diskographische Hinweise
- Django Reinhardt, Le Trio Ferret, Oscar Alemán, Quintette du Hot Club de France: Jazz & Guitare (EMI France, ed. 1995)
- Le Paris Bleu (Kompilation, Blue Note Records, ed. 1992)